# Bertil Linde
Knut Bertil Hilding Linde (ur. 28 lutego 1907 w Sztokholmie, zm. 25 marca 1990 tamże) – szwedzki hokeista grający na pozycji napastnika, srebrny medalista igrzysk olimpijskich z Sankt Moritz.